# Nissan Navara
Der Nissan Navara (auf einigen Märkten auch Nissan Frontier) ist ein Pick-up, der seit 1986 von dem japanischen Automobilhersteller Nissan, in der nunmehr vierten Version, produziert wird. Die beiden Modelle entstammen der ehemaligen Automobilmarke Datsun, wo sie den Namen Datsun Truck trugen.

## Erste Generation (D21; 1986–1997)
Der erste unter dem Markennamen Nissan angebotene Pickup war der D21, der ab 1986 in Europa als Nissan Pick-up angeboten, während er in Nordamerika nun zum Nissan Hardbody Truck/D21 wurde (statt wie vorher Datsun). Der Name Navara wurde bereits in einigen Märkten wie Australien/Neuseeland verwendet.

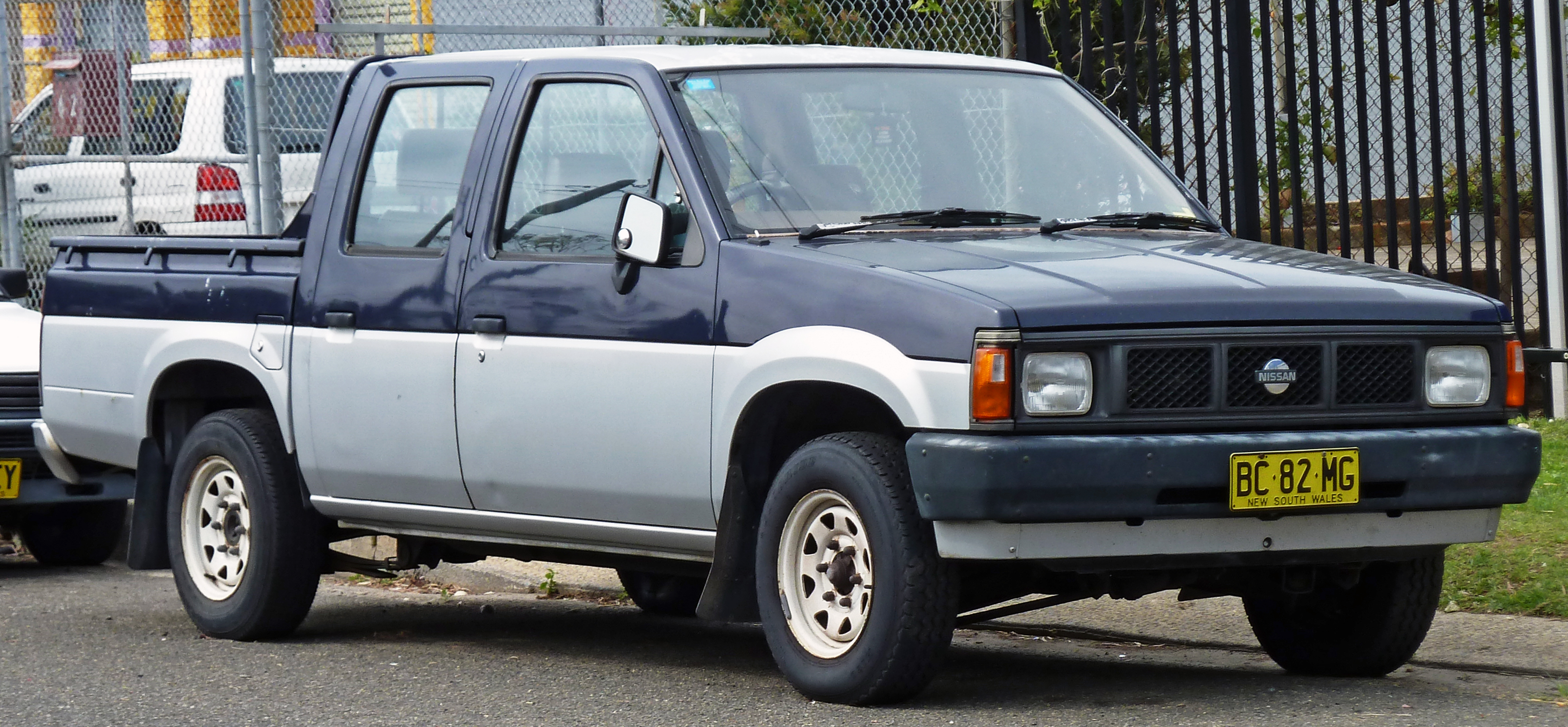
Nissan Navara D21 (Australien)
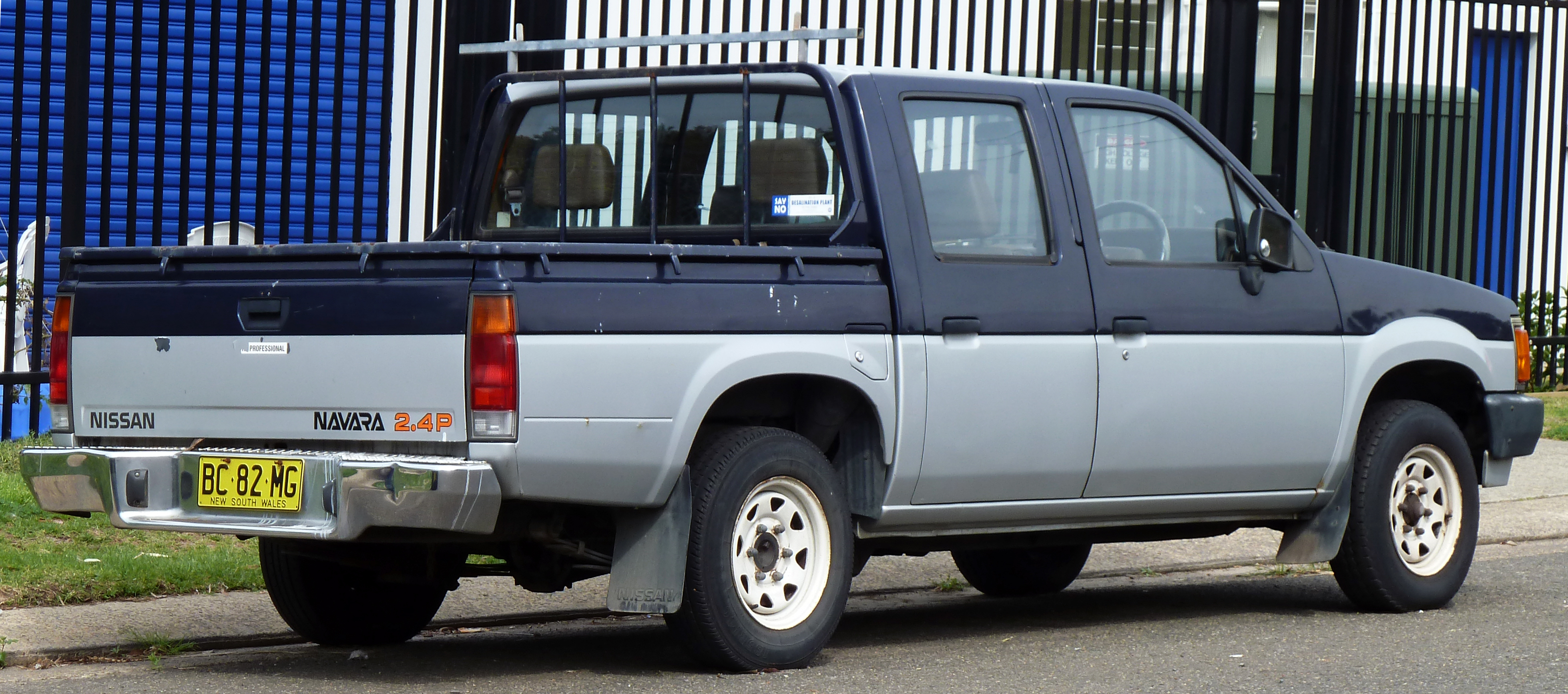
Heckansicht

## Zweite Generation (D22; seit 1997)
Die zweite Generation des Nissan Pickup wurde 1997 eingeführt, nun in Europa auch erstmals mit dem Namen Navara. In den USA wurde er leicht verändert als Frontier verkauft.
Die US-Produktion des Frontier im Werk Smyrna (Tennessee) begann 1997 mit einem 2-türigen normalen Fahrerhaus und einem 2-türigen King Cab (Extended Cab). In den Jahren 1997 bis 1998 wurde eine viertürige Version des D22 entworfen und entwickelt, die erstmals im April 1999 produziert und im Mai 1999 in den USA als Frontier Crew Cab 2000 eingeführt wurde.
Im Jahr 2000 erhielt der Navara ein Facelift mit verändertem Kühlergrill sowie einer leicht veränderten Front- und Heckschürze. Der amerikanische Frontier erhielt eine größere optische Überarbeitung. Navara und Frontier hatten nun ein deutlich unterschiedliches Aussehen.
Als der Navara D22 ab 2005 durch die dritte Generation ersetzt wurde, wurde er in NP300 umbenannt und in die Nutzfahrzeugpalette des Herstellers aufgenommen. Damit bot er eine kostengünstigere Alternative zum Navara der dritten Generation.

Die zweite Generation wird bis heute in China als billigere Alternative zum Nachfolger D40 gebaut.

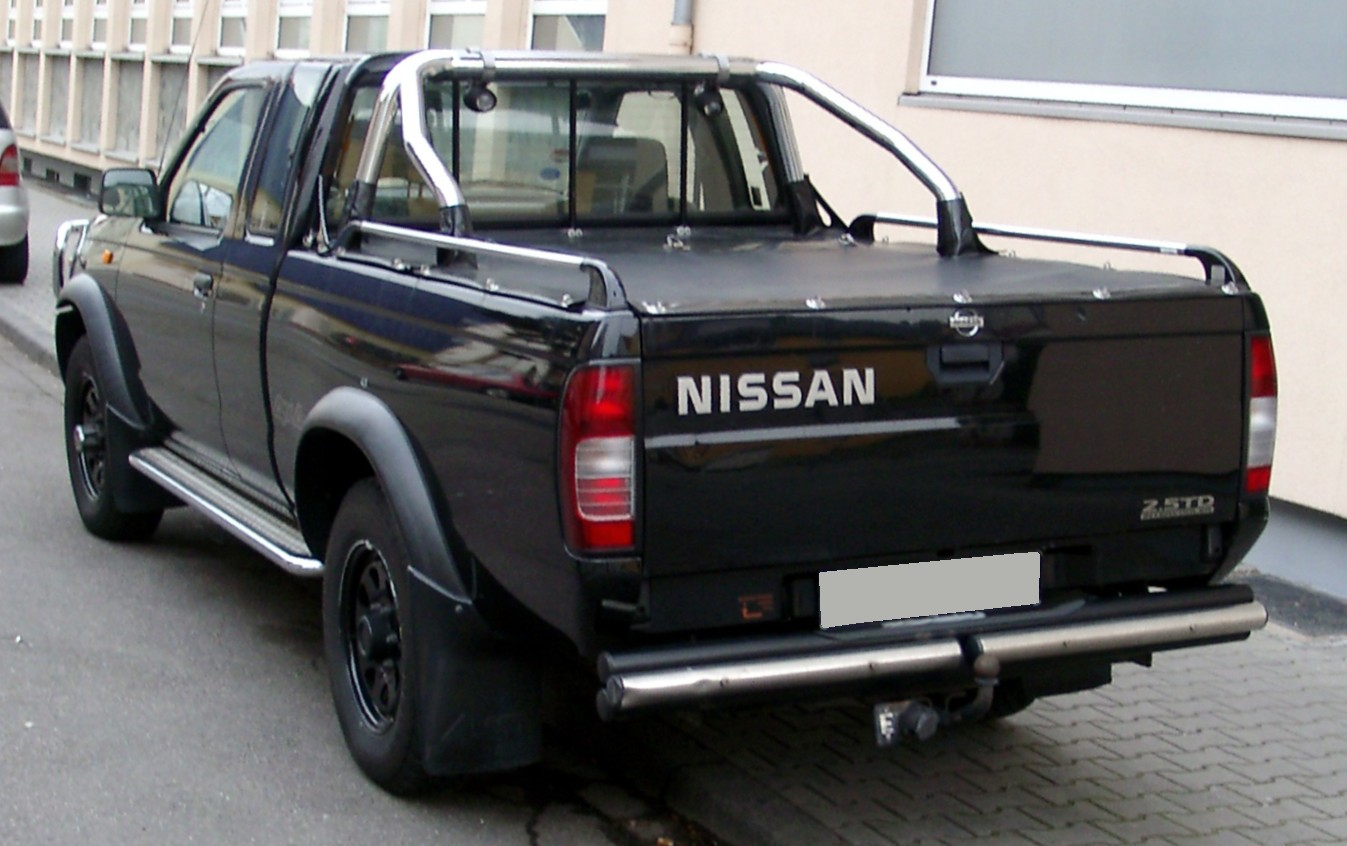
Heckansicht
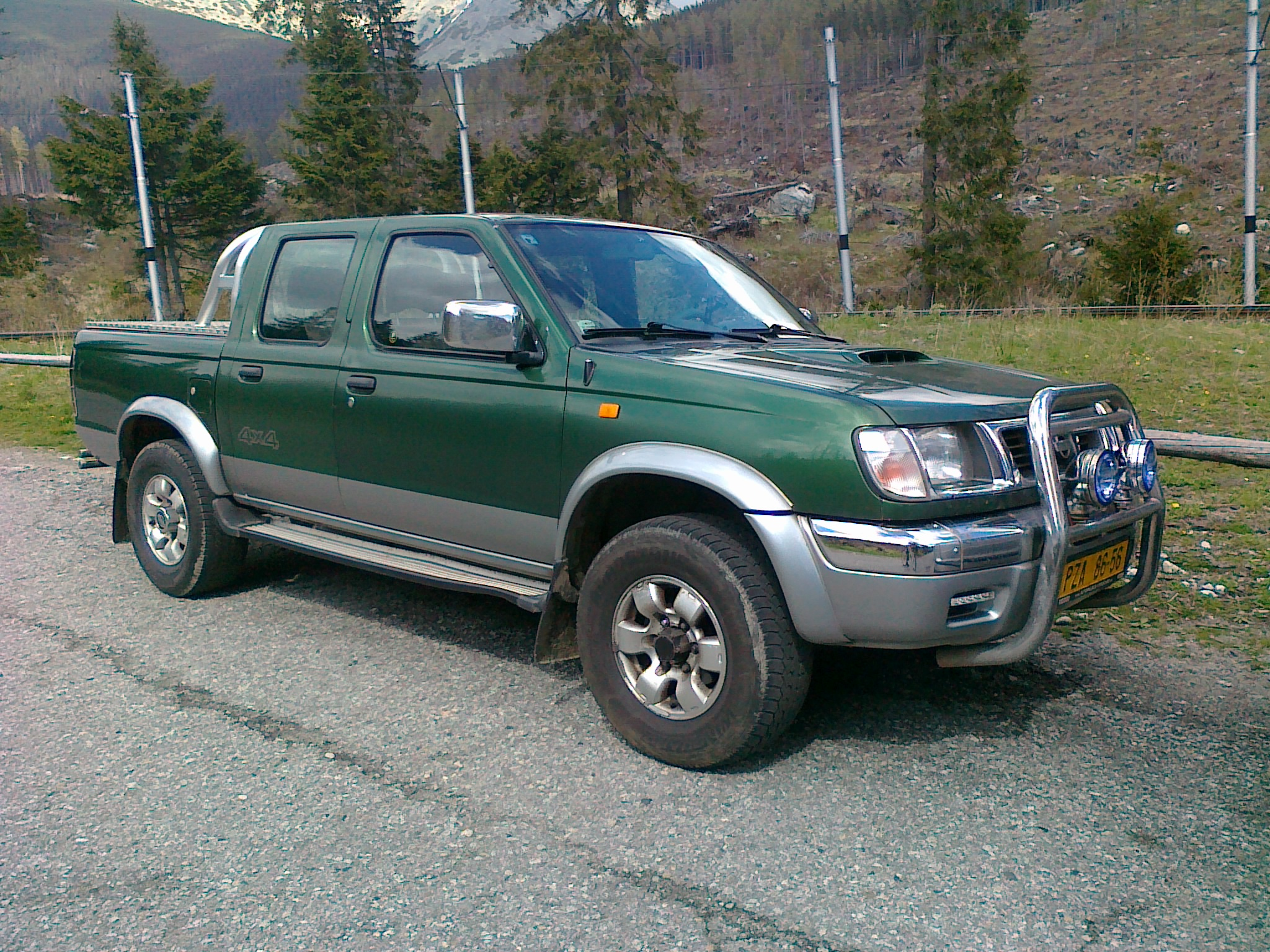
Doppelkabine/Crew Cab
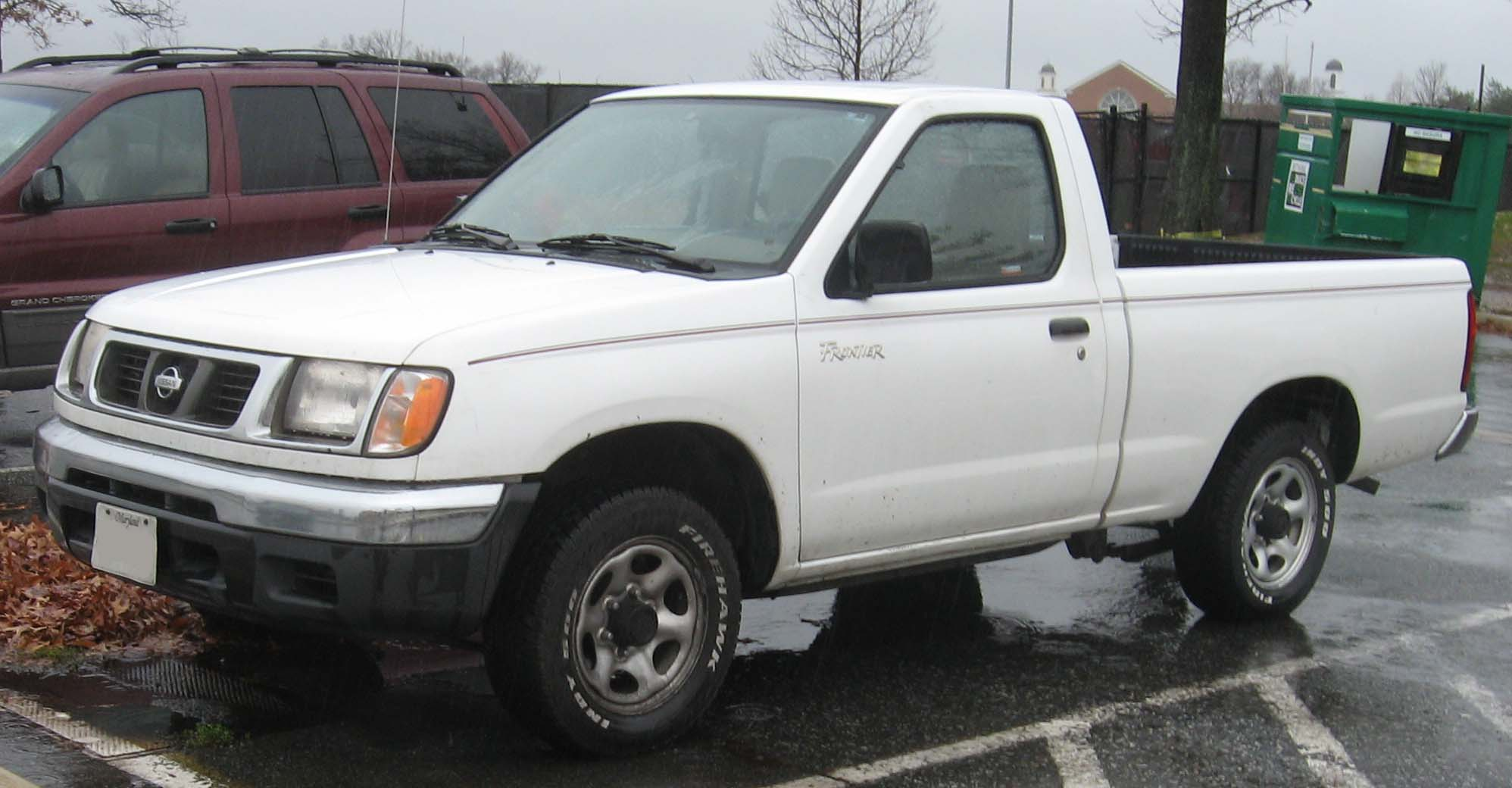
Nissan Frontier (1997–2000)
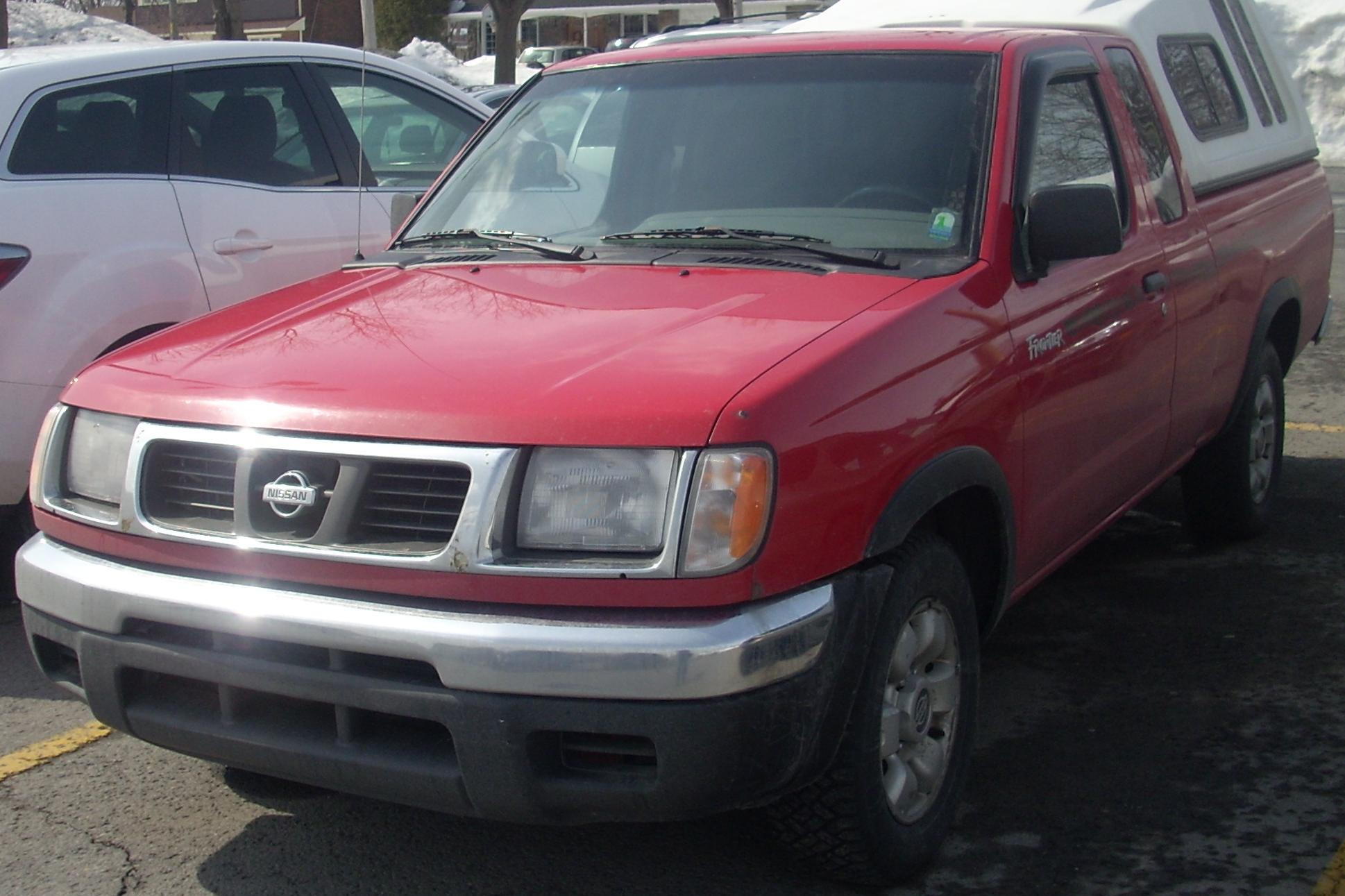
Nissan Frontier King Cab
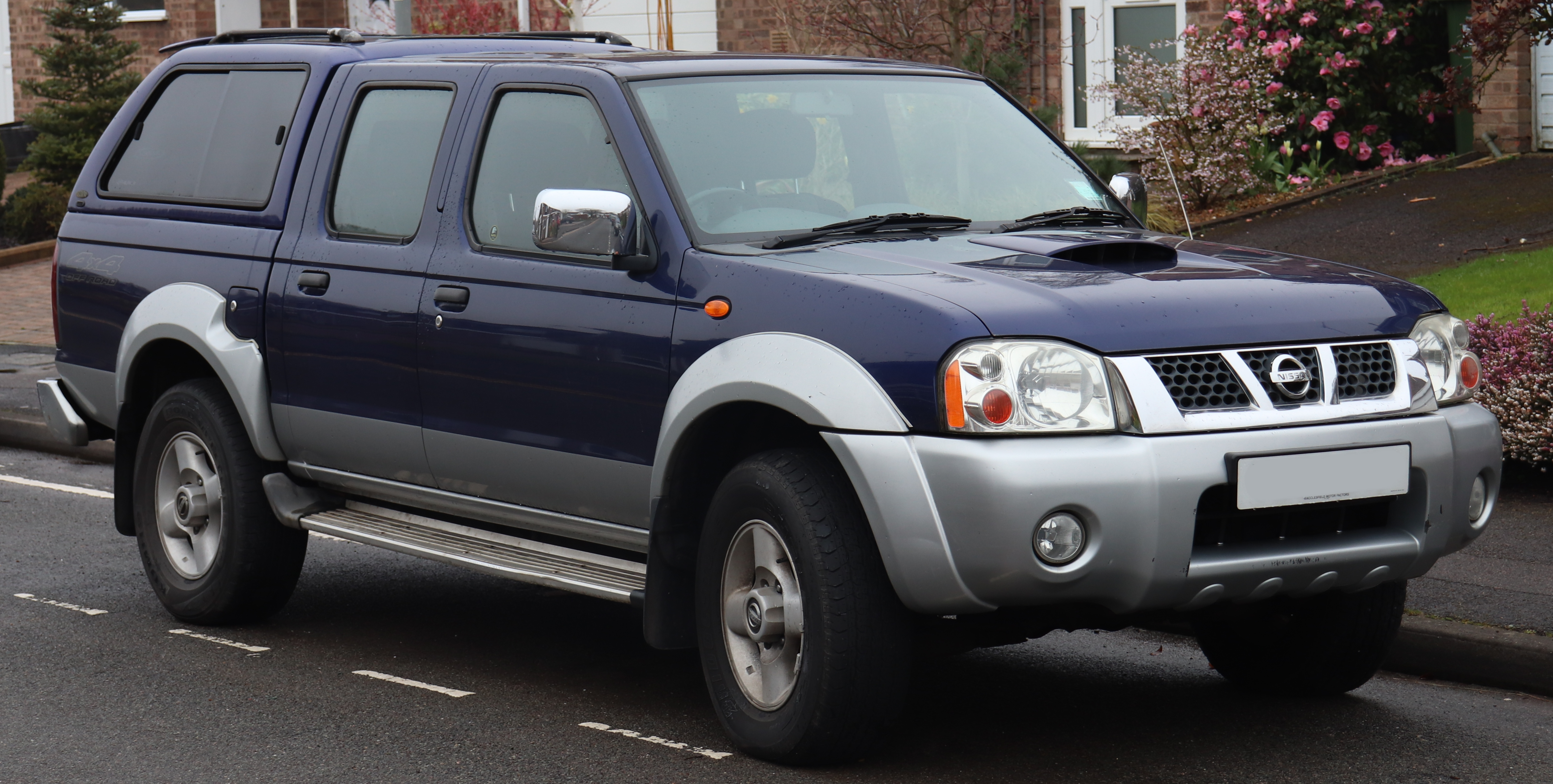
Nissan Navara Doppelkabine (2000–2004) mit Ladeflächenaufbau
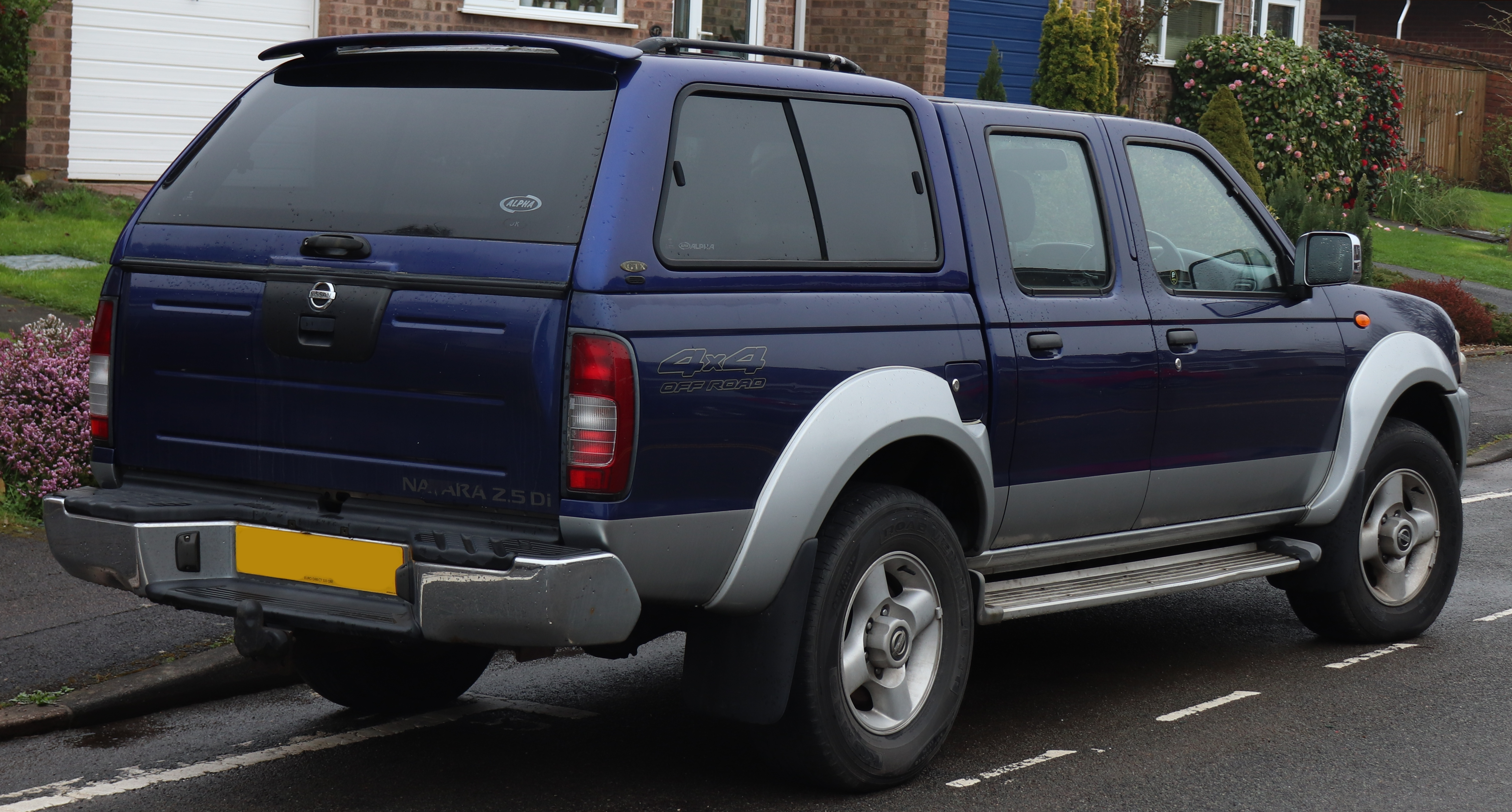
Heckansicht
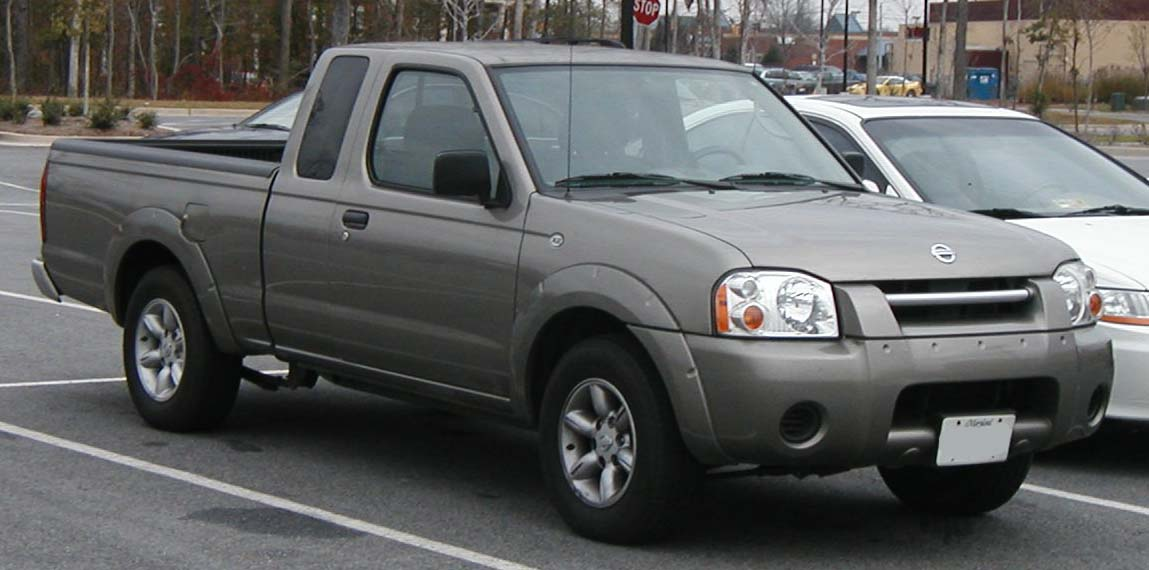
Nissan Frontier King Cab (2000–2004)
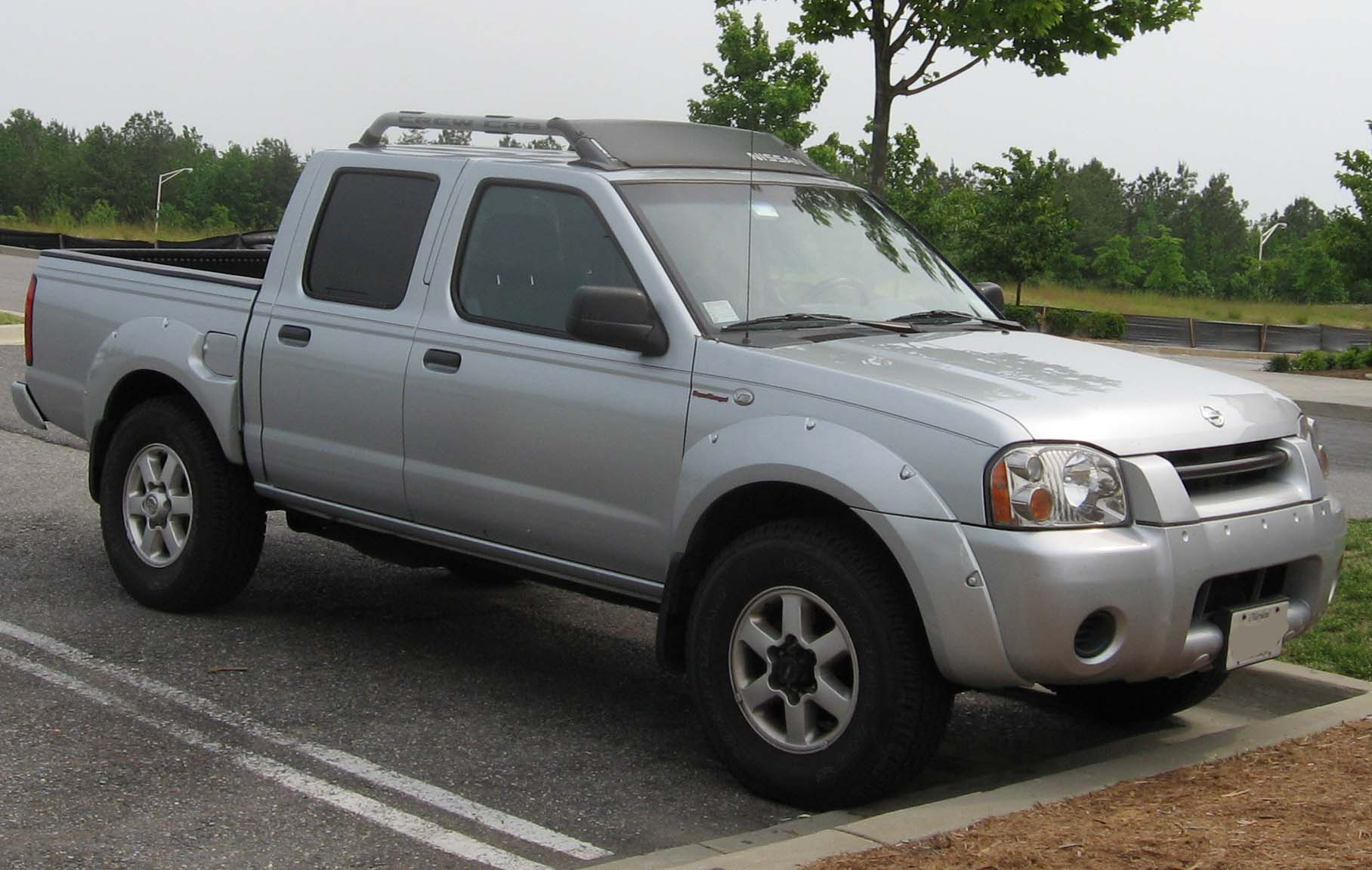
Crew Cab
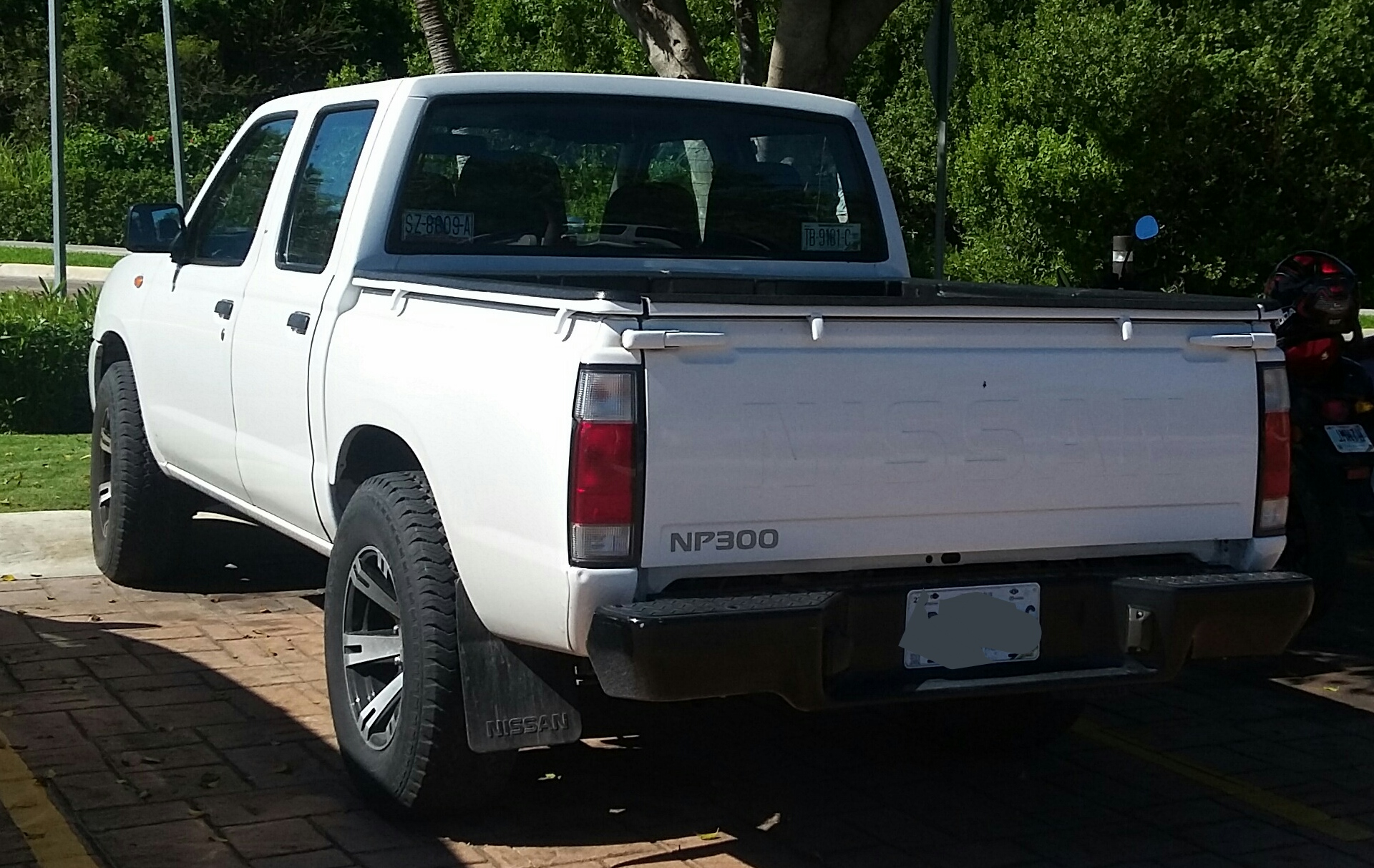
Nissan NP300

## Dritte Generation (D40; 2005–2015)
| Sterne im Euro NCAP-Crashtest (modifizierte Version) (2008) | 3 Sterne im Euro-NCAP-Crashtest |

Der Nissan Navara der dritten Generation mit dem internen Kürzel D40 wurde im März 2005 auf dem Genfer Auto-Salon vorgestellt.  Er ist die Pick-up-Version des Nissan Pathfinder, bis zur A-Säule sind die beiden Modelle gleich. Sie teilen sich auch die technische Basis und haben verschiedene Bauteile gemeinsam. Wie auch der Pathfinder hat der Navara einen Kastenrahmen, Einzelradaufhängung vorne mit doppelten Dreiecksquerlenkern und eine hintere Starrachse mit Blattfedern. Im Fahrbetrieb wird die Hinterachse angetrieben, der Allradantrieb kann jedoch jederzeit zugeschaltet werden. Diese Generation ist mit extra großer Kabine (King Cab) oder mit Doppelkabine (Double Cab) erhältlich.
Der in Europa als Standard verwendete Motor ist ein 2,5-Liter-Common-Rail-Dieselmotor mit Turbolader, dessen Turbinenleitschaufeln verstellbar sind. Er leistet 128 kW (174 PS) und hat ein maximales Drehmoment von 403 Nm. Der größere Motor wurde zwischenzeitlich überarbeitet und leistete dann 126 kW (171 PS). Auf den außereuropäischen Märkten gibt es auch noch einen 4,0-Liter-V6-Ottomotor mit 198 kW (269 PS)

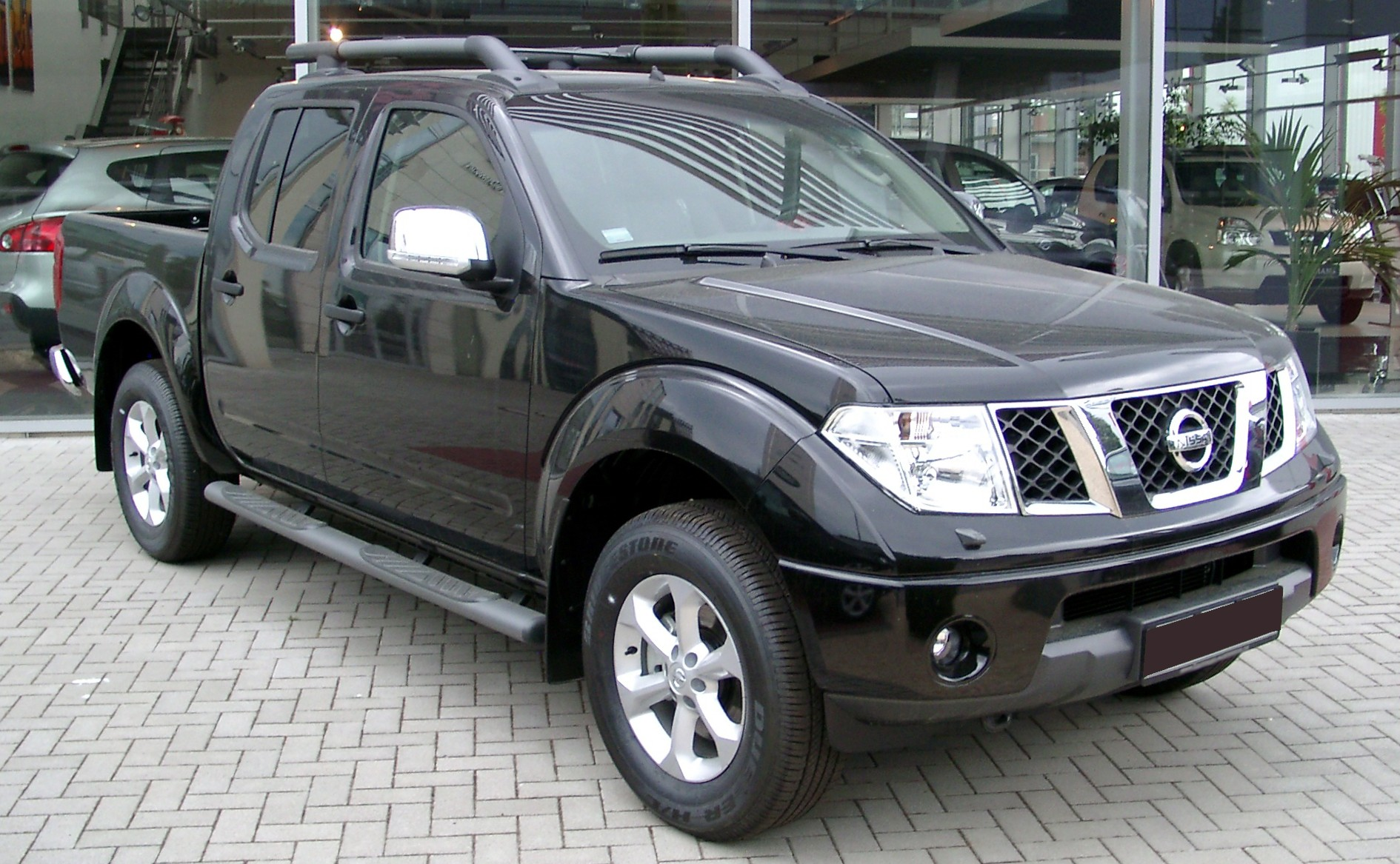
Nissan Navara (2007–2015)

Gegen Ende des Jahres 2007 erhielt der Navara eine leichte Modellpflege. Für das Exterieur gab es zwei neue Außenlackierungen und neugestaltete Leichtmetallräder, im Innenraum neue Materialien und Stoffe. Die seitlichen Blinker wurden von den Kotflügeln in die Außenspiegel verlegt. Als neues Extra gibt es für alle Versionen eine Bluetooth-Freisprechanlage.
Neben den drei Ausstattungsversionen XE (Basis), SE (Komfort) und LE (Luxus) wurde im Dezember 2007 vom Navara ein Sondermodell namens White Elements aufgelegt. Darin enthalten sind Carving-Skier, schwarze 17-Zoll-Leichtmetallräder mit Winterreifen, ein Skiträgersystem sowie eine Staubox für die Ladefläche. Innen gibt es beheizbare, schwarze Ledersitze und gegen Aufpreis das Executive-Paket mit DVD-Navigationssystem, MP3-CD-Radio und Spracherkennung. 2008 kam Platinum als weitere Ausstattungsversion für die Doppelkabinen-Modelle hinzu. Diese umfasst zusätzlich zur LE-Ausstattung unter anderem beheizbare und elektrisch verstellbare Ledersitze, ein Bose-Soundsystem, ein DVD-Navigationssystem mit Rückfahrkamera, ein Glasschiebedach, 17-Zoll-Leichtmetallräder sowie diverse Zierelemente in Gun-Metal-Grey.
Im März 2010 wurde auf dem Genfer Auto-Salon ein weiteres Facelift-Modell des Navara vorgestellt. Dieses zeichnet sich durch einen neuen Kühlergrill, andere Scheinwerfer und einen weniger kantigen Frontstoßfänger aus. Im Innenraum werden neue Oberflächen verwendet und die Anordnung der Bedienelemente in der Mittelkonsole wurde überarbeitet. Neu im Angebot sind ein spezielles Touchscreen-Navigationssystem, Xenonscheinwerfer und eine Rückfahrkamera. Der 2,5-Liter-Dieselmotor wurde modifiziert und leistet nun 140 kW (190 PS), gibt ein maximales Drehmoment von 450 Nm ab und verbraucht durchschnittlich 8,4 Liter Diesel auf 100 Kilometer, weniger als das bisherige Modell. Neu im Angebot ist zudem ein 3,0-Liter-V6-Dieselmotor mit einer Leistung von 170 kW (231 PS) und 550 Nm Drehmoment, der die Euro-5-Abgasnorm erfüllt und 3,0 Tonnen Anhängelast besitzt. Der Verkauf des modellgepflegten Navara begann im April beziehungsweise Juli 2010 (V6-Modelle).
Die Fahrzeuge für den kontinentaleuropäischen Markt wurden in Spanien gefertigt. Für den amerikanischen Markt lief die Produktion in Brasilien bis 2017 und den Vereinigten Staaten bis 2021 als Nissan Frontier weiter.

### Sicherheit
2008 erreichte der Nissan Navara im Euro-NCAP-Crashtest einen von maximal fünf Sternen. Dieser wurde ihm jedoch wegen des für den Fahrer bestehenden Risikos, sich Im Nackenbereich lebensgefährlich zu verletzen, wieder aberkannt. Nissan verbesserte daraufhin die Airbagsteuerung und startete eine Rückrufaktion, bei der alle bereits gelieferten Fahrzeuge ein Softwareupdate erhielten. Bei einem erneuten Crashtest durch den Euro-NCAP erreichte der modifizierte Navara drei von fünf möglichen Sternen.

### Technische Daten
| Bauzeitraum:                                 | 06/2005–2007                                                                                              | 2007–2010                                                                                                 | 04/2010–2015                                                                                              | 06/2010–2015                                                                |                      |                      |                      |
| Motortyp:                                    | Vierzylinder-Dieselmotor in Reihenbauart, Common-Rail-Einspritzung, Turbolader, vier Ventile pro Zylinder | Vierzylinder-Dieselmotor in Reihenbauart, Common-Rail-Einspritzung, Turbolader, vier Ventile pro Zylinder | Vierzylinder-Dieselmotor in Reihenbauart, Common-Rail-Einspritzung, Turbolader, vier Ventile pro Zylinder | Sechszylinder-Dieselmotor in V-Bauart, Common-Rail-Einspritzung, Turbolader |                      |                      |                      |
| Motorcode:                                   | YD25 | YD25 | YD25 | V9X                                                                         |                      |                      |                      |
| Hubraum:                                     | 2488 cm³                                                                                                  | 2488 cm³                                                                                                  | 2488 cm³                                                                                                  | 2991 cm³                                                                    |                      |                      |                      |
| max. Leistung bei min−1:                     | 128 kW (174 PS)/4000                                                                                      | 126 kW (171 PS)/4000                                                                                      | 140 kW (190 PS)/4000                                                                                      | 170 kW (231 PS)/3750                                                        |                      |                      |                      |
| max. Drehmoment bei min−1:                   | 403 Nm/2000                                                                                               | 403 Nm/2000                                                                                               | 450 Nm/2000                                                                                               | 550 Nm/1750                                                                 |                      |                      |                      |
| Antriebsart, serienmäßig:                    | Allradantrieb 4WD                                                                                         | Allradantrieb 4WD                                                                                         | Allradantrieb 4WD                                                                                         | Allradantrieb 4WD                                                           |                      |                      |                      |
| Getriebeart, serienmäßig:                    | Sechsgang-Schaltgetriebe                                                                                  | Sechsgang-Schaltgetriebe                                                                                  | Sechsgang-Schaltgetriebe                                                                                  | Siebengang-Automatik                                                        | Siebengang-Automatik | Siebengang-Automatik | Siebengang-Automatik |
| Getriebeart, optional:                       | Fünfstufen-Automatik                                                                                      | Fünfstufen-Automatik                                                                                      | Fünfstufen-Automatik                                                                                      | –                                                                           | –                    | –                    | –                    |
| Leergewicht:                                 | 2025–2198 kg                                                                                              | 2032–2140 kg                                                                                              | 1970–2075 kg                                                                                              | 2185–2225 kg                                                                |                      |                      |                      |
| maximale Zuladung:                           | 683–780 kg                                                                                                | 1070–1115 kg                                                                                              | 1135–1175 kg                                                                                              | 1015–1055 kg                                                                |                      |                      |                      |
| Anhängelast, gebremst:                       | 3000 kg                                                                                                   | 2600–2700 kg                                                                                              | 2600–2700 kg                                                                                              | 3000 kg                                                                     |                      |                      |                      |
| Beschleunigung 0–100 km/h:                   | 10,8 s | 11,3–11,8 s                                                                                               | 10,8 s | 9,3 s                                                                       |                      |                      |                      |
| Höchstgeschwindigkeit:                       | 170 km/h                                                                                                  | 170 km/h                                                                                                  | 178–180 km/h                                                                                              | 195 km/h                                                                    |                      |                      |                      |
| Kraftstoffverbrauch auf 100 km (kombiniert): | 8,6 l Diesel                                                                                              | 9,8–10,5 l Diesel                                                                                         | 8,5–9,0 l Diesel                                                                                          | 9,5 l Diesel                                                                |                      |                      |                      |
| CO2-Emission, kombiniert:                    | g/km | 264–283 g/km                                                                                              | 224–238 g/km                                                                                              | 250 g/km                                                                    |                      |                      |                      |
| Abgasnorm nach EU-Klassifikation:            | Euro 3 | Euro 4 | Euro 4 | Euro 5                                                                      |                      |                      |                      |

## Vierte Generation (D23; seit 2015)
| Sterne im Euro NCAP-Crashtest (2015) | 4 Sterne im Euro-NCAP-Crashtest |

Die vierte Generation (D23), die bis zum Facelift in Barcelona gebaut wurde, kam in Deutschland im Januar 2015 zu den Händlern. Dabei wird die seit dem Jahr 2005 dritte Generation gebaute Version im Segment der Ein-Tonnen-Pritschenwagen abgelöst. Angetrieben wird der neue Navara von einem 2,3 Liter Dieselmotor, der in zwei Leistungsstufen angeboten wird. Die Motorkraft wird entweder über ein manuelles Sechs-Gang-Getriebe oder über ein siebenstufiges Automatikgetriebe übertragen. Darüber hinaus haben 2017 Renault mit dem Alaskan und Mercedes-Benz mit der X-Klasse auf Basis des Navara begonnen, eigene Pritschenwagen zu bauen.

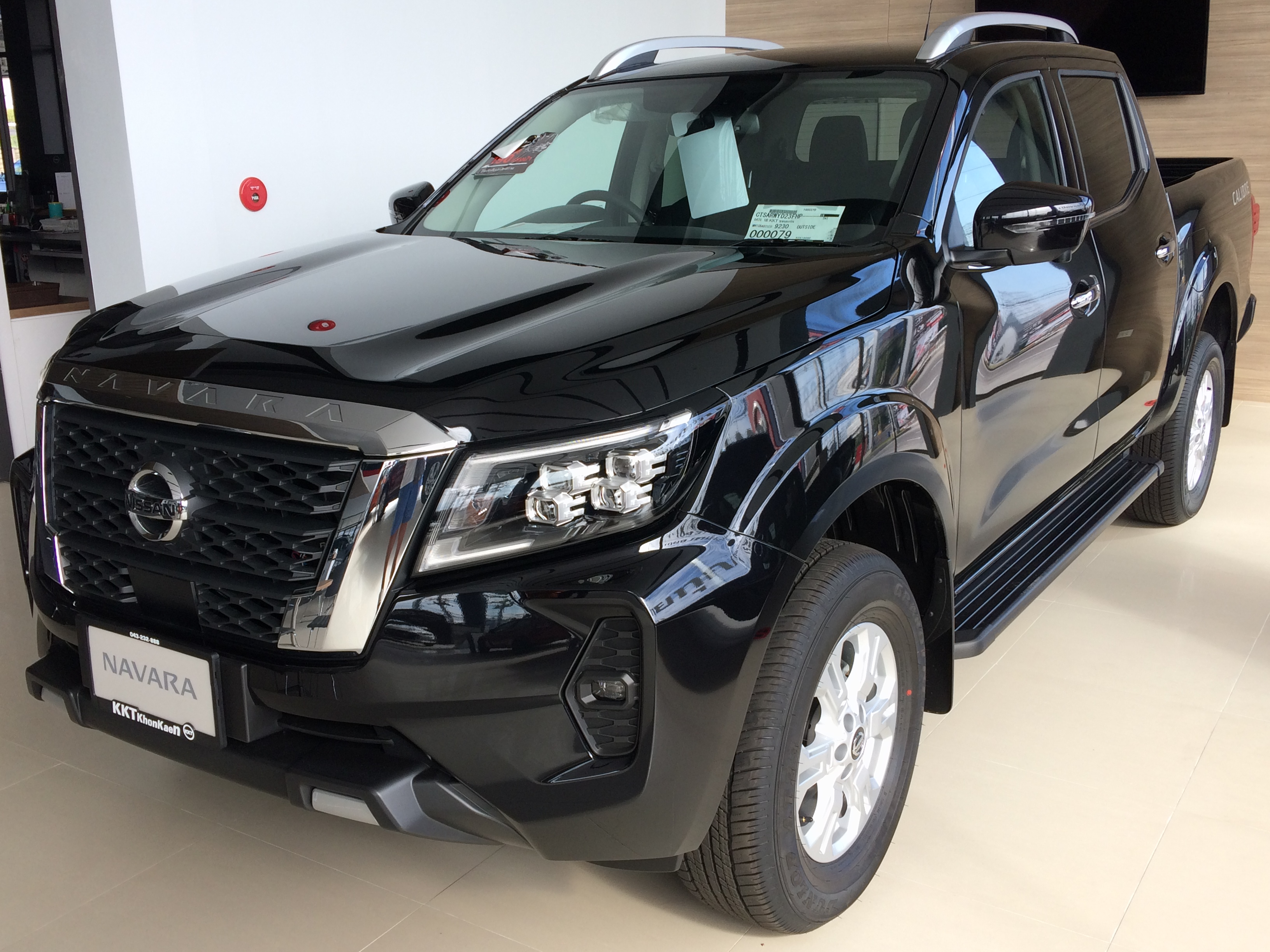
Nissan Navara (seit 2020)

Im November 2020 präsentierte Nissan eine umfangreich überarbeitete Version des Navara. In Europa wird sie nicht mehr angeboten, da das Werk in Barcelona im Dezember 2021 geschlossen wurde.
Im Gegensatz zum Vorgängermodell, das bis 2021 als „Nissan Frontier“ in Nordamerika vertrieben wurde, wird der Navara D231 dort nicht angeboten. Stattdessen präsentierte Nissan Anfang Februar 2021 eine speziell für diesen Markt entwickelte Baureihe. Sie wird ebenfalls als Frontier vermarktet.
Im ersten vollen Verkaufsjahr wurden in Deutschland 3.582 Einheiten des Navara neu zugelassen.

### Technische Daten
|                                              | 2.3 dCi                                                                                                   | | |
| Bauzeitraum:                                 | 2015–2019                                                                                                 | seit 2019                                                                                                 | seit 2015                                                                                                 |
| Motortyp:                                    | Vierzylinder-Dieselmotor in Reihenbauart, Common-Rail-Einspritzung, Turbolader, vier Ventile pro Zylinder | Vierzylinder-Dieselmotor in Reihenbauart, Common-Rail-Einspritzung, Turbolader, vier Ventile pro Zylinder | Vierzylinder-Dieselmotor in Reihenbauart, Common-Rail-Einspritzung, Turbolader, vier Ventile pro Zylinder |
| Motorcode:                                   | YS23 | YS23 | YS23 |
| Hubraum:                                     | 2299 cm³                                                                                                  | 2299 cm³                                                                                                  | 2299 cm³                                                                                                  |
| max. Leistung bei min−1:                     | 120 kW (163 PS)/3750                                                                                      | 120 kW (163 PS)/3750                                                                                      | 140 kW (190 PS)/3750                                                                                      |
| max. Drehmoment bei min−1:                   | 403 Nm/1500–2500                                                                                          | 425 Nm/1500–2500                                                                                          | 450 Nm/1500–2500                                                                                          |
| Antriebsart, serienmäßig:                    | Allradantrieb 4WD                                                                                         | Allradantrieb 4WD                                                                                         | Allradantrieb 4WD                                                                                         |
| Getriebeart, serienmäßig:                    | Sechsgang-Schaltgetriebe                                                                                  | Sechsgang-Schaltgetriebe                                                                                  | Sechsgang-Schaltgetriebe                                                                                  |
| Getriebeart, optional:                       | – | [Siebengang-Automatik]                                                                                    | [Siebengang-Automatik]                                                                                    |
| Leergewicht:                                 | 1932–2076 kg                                                                                              | 1965–2333 kg                                                                                              | 2038–2338 kg                                                                                              |
| Anhängelast, gebremst:                       | 3500 kg                                                                                                   | 3500 kg                                                                                                   | 3500 kg                                                                                                   |
| Beschleunigung 0–100 km/h:                   | 12,0 s | | 10,8 s |
| Höchstgeschwindigkeit:                       | 172 km/h                                                                                                  | 172 km/h                                                                                                  | 184 [180] km/h                                                                                            |
| Kraftstoffverbrauch auf 100 km (kombiniert): | 6,4 l Diesel                                                                                              | 7,0 l Diesel                                                                                              | 6,4–7,0 [7,0–7,4] l Diesel                                                                                |
| CO2-Emission, kombiniert:                    | 169 g/km                                                                                                  | 184 g/km                                                                                                  | 169–184 [183–194] g/km                                                                                    |
| Abgasnorm nach EU-Klassifikation:            | Euro 5 (ohne AdBlue) oder Euro 6 (mit AdBlue)                                                             | Euro 6d-TEMP                                                                                              | Euro 5 (ohne AdBlue) oder Euro 6 (mit AdBlue) oder Euro 6d-TEMP (seit 07/2019)                            |